# Argentinská rallye 2017
Argentinská rallye 2017 (formálně 37º Rally Argentina) byl 5. podnik Mistrovství světa v rallye 2017 (WRC), který konal na Sardinii 27. až 30. dubna 2017. Podnik měl 18 rychlostních zkoušek, které dohromady měřily 357,59 km. Rallye vyhrál Belgičan Thierry Neuville o 0,7 s před Elfynem Evansem ze Spojeného království. Třetí místo obsadil Ott Tänak. V kategorii WRC 2 zvítězil Švéd Pontus Tidemand.

## Seznam účastníků
| No. | Kategorie | Pilot              | Navigátor          | Vůz                   | Tým                         | Pneu |
| --- | --------- | ------------------ | ------------------ | --------------------- | --------------------------- | ---- |
| 1   | WRC       | Sébastien Ogier    | Julien Ingrassia   | Ford Fiesta WRC       | M-Sport World Rally Team    | M    |
| 2   | WRC       | Ott Tänak          | Martin Järveoja    | Ford Fiesta WRC       | M-Sport World Rally Team    | M    |
| 3   | WRC       | Elfyn Evans        | Daniel Barritt     | Ford Fiesta WRC       | M-Sport World Rally Team    | M    |
| 4   | WRC       | Hayden Paddon      | John Kennard       | Hyundai i20 Coupe WRC | Hyundai Motorsport          | M    |
| 5   | WRC       | Thierry Neuville   | Nicolas Gilsoul    | Hyundai i20 Coupe WRC | Hyundai Motorsport          | M    |
| 6   | WRC       | Dani Sordo         | Marc Martí         | Hyundai i20 Coupe WRC | Hyundai Motorsport          | M    |
| 7   | WRC       | Kris Meeke         | Paul Nagle         | Citroën C3 WRC        | Citroën Total Abu Dhabi WRT | M    |
| 8   | WRC       | Craig Breen        | Scott Martin       | Citroën C3 WRC        | Citroën Total Abu Dhabi WRT | M    |
| 10  | WRC       | Jari-Matti Latvala | Miikka Anttila     | Toyota Yaris WRC      | Toyota GAZOO Racing WRC     | M    |
| 11  | WRC       | Juho Hänninen      | Kaj Lindström      | Toyota Yaris WRC      | Toyota GAZOO Racing WRC     | M    |
| 14  | WRC       | Mads Østberg       | Ola Fløene         | Ford Fiesta WRC       | M-Sport World Rally Team    | M    |
| 15  | WRC       | Valeriy Gorban     | Sergei Larens      | BMW-Mini JCW          | Eurolamp WRT                | P    |
| 31  | WRC-2     | Pontus Tidemand    | Jonas Andersson    | Škoda Fabia R5        | Škoda Motorsport            | M    |
| 32  | WRC-2     | Benito Guerra Jr.  | Daniel Cué         | Škoda Fabia R5        | MotorSport Italia           | M    |
| 33  | WRC-2     | Pedro Heller       | Pablo Olmos        | Ford Fiesta R5        | Pedro Heller                | M    |
| 34  | WRC-2     | Hubert Ptaszek     | Maciek Szczepaniak | Škoda Fabia R5        | Orlen Team                  | M    |
| 35  | WRC-2     | Gustavo Saba       | Fernando Mussano   | Škoda Fabia R5        | Gustavo Saba                | DM   |
| 36  | WRC-2     | Juan Carlos Alonso | Matías Mercadal    | Škoda Fabia R5        | Juan Carlos Alonso          | DM   |
| 37  | WRC       | Lorenzo Bertelli   | Simone Scattolin   | Ford Fiesta WRC       | M-Sport World Rally Team    | M    |

## Výsledky

### Celkové výsledky
| No.                   | Kategorie | Pilot              | Navigátor          | Vůz                   | Tým                      | Pneu | Čas       |
| --------------------- | --------- | ------------------ | ------------------ | --------------------- | ------------------------ | ---- | --------- |
| Absolutní klasifikace |           |                    |                    |                       |                          |      |           |
| 1                     | WRC       | Thierry Neuville   | Nicolas Gilsoul    | Hyundai i20 Coupe WRC | Hyundai Motorsport       | M    | 3:38:10.6 |
| 2                     | WRC       | Elfyn Evans        | Daniel Barritt     | Ford Fiesta WRC       | M-Sport World Rally Team | DM   | +0.7      |
| 3                     | WRC       | Ott Tänak          | Martin Järveoja    | Ford Fiesta WRC       | M-Sport World Rally Team | M    | +29.9     |
| 4                     | WRC       | Sébastien Ogier    | Julien Ingrassia   | Ford Fiesta WRC       | M-Sport World Rally Team | M    | +1:24.7   |
| 5                     | WRC       | Jari-Matti Latvala | Miikka Anttila     | Toyota Yaris WRC      | Toyota GAZOO Racing WRC  | M    | +1:48.1   |
| 6                     | WRC       | Hayden Paddon      | John Kennard       | Hyundai i20 Coupe WRC | Hyundai Motorsport       | M    | +7:42.7   |
| 7                     | WRC       | Juho Hänninen      | Kaj Lindström      | Toyota Yaris WRC      | Toyota GAZOO Racing WRC  | M    | +11:16.9  |
| 8                     | WRC       | Dani Sordo         | Marc Martí         | Hyundai i20 Coupe WRC | Hyundai Motorsport       | M    | +14:44.1  |
| 9                     | WRC       | Mads Østberg       | Ola Floene         | Ford Fiesta WRC       | M-Sport World Rally Team | M    | +15:11.3  |
| 10                    | WRC-2     | Pontus Tidemand    | Jonas Andersson    | Škoda Fabia R5        | Škoda Motorsport         | M    | +17:32.1  |
| WRC 2                 |           |                    |                    |                       |                          |      |           |
| 1 (10.)               | WRC-2     | Pontus Tidemand    | Jonas Andersson    | Škoda Fabia R5        | Škoda Motorsport         | M    | 3:55:42.7 |
| 2 (11.)               | WRC-2     | Juan Carlos Alonso | Matías Mercadal    | Škoda Fabia R5        | Juan Carlos Alonso       | DM   | +10:11.3  |
| 3 (12.)               | WRC-2     | Benito Guerra Jr.  | Daniel Cué         | Škoda Fabia R5        | MotorSport Italia        | M    | +43:05.5  |
| 4 (13.)               | WRC-2     | Gustavo Saba       | Fernando Mussano   | Škoda Fabia R5        | Gustavo Saba             | DM   | +50:14.6  |
| 5 (14.)               | WRC-2     | Hubert Ptaszek     | Maciek Szczepaniak | Škoda Fabia R5        | Orlen Team               | M    | +52:27.5  |

### Rychlostní zkoušky
| Etapa                | Erzeta | Název RZ                             | Délka    | Vítěz erzety     | Navigátor             | Čas     | Leader           |
| -------------------- | ------ | ------------------------------------ | -------- | ---------------- | --------------------- | ------- | ---------------- |
| 1. etapa (27. duben) | SS1    | Ciudad de Córdoba                    | 1.90 km  | Sébastien Ogier  | Ford Fiesta WRC       | 1:53.8  | Sébastien Ogier  |
| 2. etapa (28. duben) | SS2    | San Agustín – Villa Gral. Belgrano 1 | 19.95 km | Elfyn Evans      | Ford Fiesta WRC       | 12:42.3 | Elfyn Evans      |
| 2. etapa (28. duben) | SS3    | Amboy – Santa Mónica 1               | 20.44 km | Elfyn Evans      | Ford Fiesta WRC       | 10:18.8 | Elfyn Evans      |
| 2. etapa (28. duben) | SS4    | Santa Rosa – San Agustín 1           | 23.85 km | Elfyn Evans      | Ford Fiesta WRC       | 13:44.8 | Elfyn Evans      |
| 2. etapa (28. duben) | SS5    | Parque Temático Fernet Branca 1      | 6.04 km  | Elfyn Evans      | Ford Fiesta WRC       | 4:43.5  | Elfyn Evans      |
| 2. etapa (28. duben) | SS6    | San Agustín – Villa Gral. Belgrano 2 | 19.95 km | Elfyn Evans      | Ford Fiesta WRC       | 12:35.9 | Elfyn Evans      |
| 2. etapa (28. duben) | SS7    | Amboy – Santa Mónica 2               | 20.44 km | Elfyn Evans      | Ford Fiesta WRC       | 10:21.1 | Elfyn Evans      |
| 2. etapa (28. duben) | SS8    | Santa Rosa – San Agustín 2           | 23.85 km | Hayden Paddon    | Hyundai i20 Coupe WRC | 13:39.0 | Elfyn Evans      |
| 2. etapa (28. duben) | SS9    | Parque Temático Fernet Branca 2      | 6.04 km  | Thierry Neuville | Hyundai i20 Coupe WRC | 4:49.4  | Elfyn Evans      |
| 3. etapa (29. duben) | SS10   | Tanti – Villa Bustos 1               | 20.80 km | Elfyn Evans      | Ford Fiesta WRC       | 11:00.2 | Elfyn Evans      |
| 3. etapa (29. duben) | SS11   | Los Gigantes – Cantera El Cóndor 1   | 38.68 km | Kris Meeke       | Citroën C3 WRC        | 20:01.6 | Elfyn Evans      |
| 3. etapa (29. duben) | SS12   | Boca del Arroyo – Bajo del Pungo 1   | 20.52 km | Kris Meeke       | Citroën C3 WRC        | 13:18.2 | Elfyn Evans      |
| 3. etapa (29. duben) | SS13   | Tanti – Villa Bustos 2               | 20.80 km | Ott Tänak        | Ford Fiesta WRC       | 10:47.9 | Elfyn Evans      |
| 3. etapa (29. duben) | SS14   | Los Gigantes – Cantera El Cóndor 2   | 38.68 km | Thierry Neuville | Hyundai i20 Coupe WRC | 19:45.5 | Elfyn Evans      |
| 3. etapa (29. duben) | SS15   | Boca del Arroyo – Bajo del Pungo 2   | 20.52 km | Thierry Neuville | Hyundai i20 Coupe WRC | 12:59.5 | Elfyn Evans      |
| 4. etapa (30. duben) | SS16   | El Cóndor – Copina                   | 16.32 km | Ott Tänak        | Ford Fiesta WRC       | 13:07.0 | Elfyn Evans      |
| 4. etapa (30. duben) | SS17   | Mina Clavero – Giulio Cesare         | 22.64 km | Thierry Neuville | Hyundai i20 Coupe WRC | 18:05.0 | Elfyn Evans      |
| 4. etapa (30. duben) | SS18   | El Cóndor [Power Stage]              | 16.32 km | Thierry Neuville | Hyundai i20 Coupe WRC | 13:00.1 | Thierry Neuville |

### Power Stage
| No. | Pilot              | Navigátor        | Vůz                   | Čas     | Body |
| --- | ------------------ | ---------------- | --------------------- | ------- | ---- |
| 1   | Thierry Neuville   | Nicolas Gilsoul  | Hyundai i20 Coupe WRC | 13:00.1 | 5    |
| 2   | Elfyn Evans        | Daniel Barritt   | Ford Fiesta WRC       | +1.3    | 4    |
| 3   | Ott Tänak          | Martin Järveoja  | Ford Fiesta WRC       | +2.7    | 3    |
| 4   | Sébastien Ogier    | Julien Ingrassia | Ford Fiesta WRC       | +4.2    | 2    |
| 5   | Jari-Matti Latvala | Miikka Anttila   | Toyota Yaris WRC      | +8.4    | 1    |

## Stav mistrovství světa
|  | Pos. | Jezdec             | Body |
|  | ---- | ------------------ | ---- |
|  | 1    | Sébastien Ogier    | 102  |
|  | 2    | Jari-Matti Latvala | 86   |
|  | 3    | Thierry Neuville   | 84   |
|  | 4    | Ott Tänak          | 66   |
|  | 5    | Dani Sordo         | 51   |

|  | Pos. | Tovární tým                 | Body |
|  | ---- | --------------------------- | ---- |
|  | 1    | M-Sport World Rally Team    | 162  |
|  | 2    | Hyundai Motorsport          | 140  |
|  | 3    | Toyota GAZOO Racing WRC     | 99   |
|  | 4    | Citroën Total Abu Dhabi WRT | 71   |